# Jefferson Nogueira Júnior
Jefferson Nogueira Junior (Campinas, 22 gennaio 1994) è un calciatore brasiliano, centrocampista del Vanspor.

## Caratteristiche tecniche
È un mediano.

## Carriera
Cresciuto nel settore giovanile del Figueirense, ha esordito in prima squadra il 2 dicembre 2012 in occasione dell'incontro di Série A perso 3-0 contro il Coritiba.